# Dietrich Ludwig Gustav Karsten

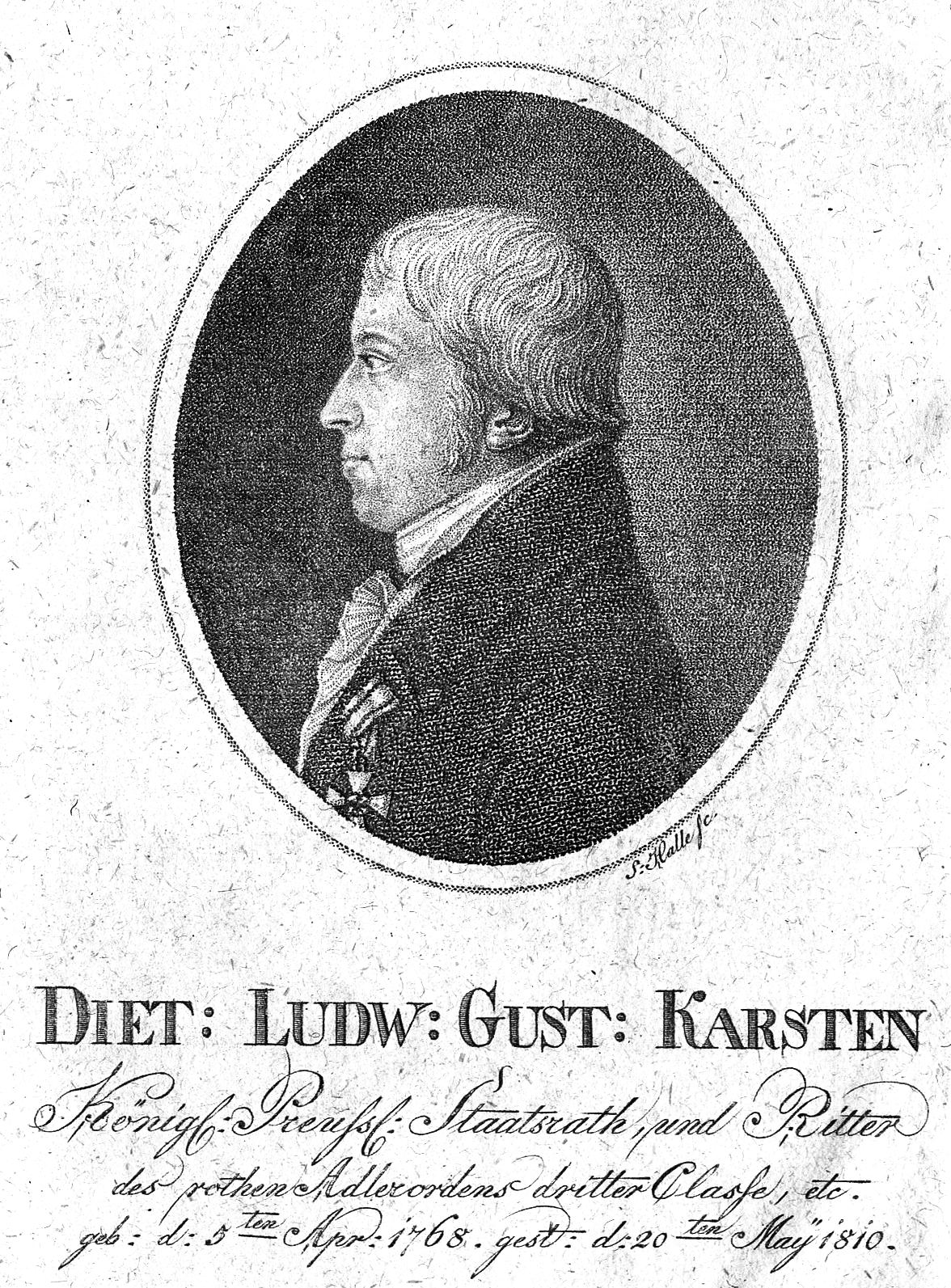
Dietrich Ludwig Gustav Karsten

Dietrich Ludwig Gustav Karsten (* 5. April 1768 in Bützow; † 20. Mai 1810 in Berlin) war ein deutscher Mineraloge.

## Leben
Dietrich Ludwig Gustav Karsten [Nr. 1–4 der Geschlechtszählung] war ein Sohn des Mathematikers Wenceslaus Johann Gustav Karsten aus dessen ersten Ehe mit Katharina (Margaretha Charlotte), geb. Kämpfer (1738–1779), einer Rostocker Professorentochter.
Karsten besuchte ab 1782 die Vorlesungen Abraham Gottlob Werners an der Bergakademie Freiberg und wurde ein Jahr später preußischer Bergeleve. 1786 nahm er ein Studium an der Universität Halle auf. 1788 reiste Karsten nach Marburg, wo er auf Empfehlung Werners mit der Ordnung und Beschreibung der mineralogischen Sammlung aus dem Nachlass des verunglückten Professors Nathanael Gottfried Leske beauftragt wurde. Er veröffentlichte einen Katalog, in dem er eine eigene Klassifikation verwendete, die sich gegen das System von Richard Kirwan richtete. Nach seiner Rückkehr promovierte er 1789 in Halle und wurde im selben Jahre zum Professor für Mineralogie und Bergwissenschaften an die Bergakademie Berlin berufen. Gleichzeitig berief der preußische Minister und Oberberghauptmann Friedrich Anton von Heynitz den Oberbergamtsassessor zu seinem persönlichen Assistenten und Reisebegleiter.
1792 wurde Karsten zum Bergrat und 1797 zum Oberbergrat ernannt. 1803 erfolgte seine Ernennung zum Geheimen Oberbergrat und Vortragenden Rat im Ministerium. Im Zuge der preußischen Ministerialreform wurde Karsten im April 1810 zum Geheimen Staatsrat ernannt und zum Leiter der Ministerialabteilung für Berg-, Hütten- und Salinenwesen berufen. Kurz nach seinem Amtsantritt verstarb Karsten. Sein früher Tod verhinderte die durch Wilhelm von Humboldt vorgesehene Berufung Karstens als Professor der Mineralogie an der neuen Universität Berlin in Berlin.
Neben der Verbesserung der wissenschaftlichen Ausbildung im Bergfach erlangte Karsten besondere Verdienste als Gründer der Königlichen Mineralogischen Sammlung zu Berlin, die er durch seine Privatsammlung und durch Erwerb der Mineraliensammlungen aus den Nachlässen von Friedrich Anton von Heynitz, Carl Abraham Gerhard und Johann Jakob Ferber (1743–1790) noch beträchtlich erweitern konnte. Er klassifizierte sie nach dem System von Abraham Gottlob Werner.
Karsten war u. a. Mitglied der Preußischen Akademie der Wissenschaften, der Göttinger Akademie der Wissenschaften, der Oberlausitzischen Gesellschaft der Wissenschaften und der Gesellschaft Naturforschender Freunde zu Berlin sowie seit 1809 in der Gesetzlosen Gesellschaft zu Berlin und seit 1806 war er Ehrenmitglied der Kaiserlichen Gesellschaft der Naturforscher zu Moskau. In den Freimaurerbund wurde er im Jahre 1787 in Halle aufgenommen (Loge Zu den drei Degen). In Berlin schloss er sich der Freimaurerloge Zur Eintracht an. Er war ein Cousin des Mineralogen Carl Karsten.

## Publikationen
- Des Herrn Nathanael Gottfried Leske hinterlassenes Mineralienkabinett, systematisch geordnet und beschrieben, auch mit vielen wissenschaftlichen Anmerkungen und mehreren äussern Beschreibungen der Fossilien begleitet, Leipzig 1789
- Mineralogische Tabellen, 1800